# Ruch (partia)
Ruch (hebr. התנועה, Ha-Tenu’a) – izraelska liberalna partia polityczna. Została założona w listopadzie 2012 przez Cipi Liwni, jako alternatywa dla wyborców zawiedzionych brakiem postępów w izraelsko-palestyńskim procesie pokojowym. Jej pierwszymi członkami byli dysydenci z Kadimy, przedstawiciele progresywnego skrzydła tego ugrupowania. Liwni była liderem Kadimy do marca 2012, kiedy przegrała w wyborach wewnątrzpartyjnych z Sza’ulem Mofazem, będącym członkiem bardziej konserwatywnej części ugrupowania. Pomimo faktu, że Ha-Tenu’a oficjalnie powstała pod koniec 2012, bazuje na strukturach ugrupowania Hetz, partii, która w 2006 wyodrębniła się z Szinui. Choć ideologia Ha-Tenu’a stosunkowo zbliżona jest do Partii Pracy i Jesz Atid, które w trakcie kampanii do wyborów w 2013 skupiły się przede wszystkim na kwestiach polityki wewnętrznej i socjalnej, ugrupowanie to kładzie nacisk głównie na osiągnięcie porozumienia pokojowego z Palestyńczykami.
W wyborach w 2013 Ha-Tenu’a wystartowała z wspólną listą z izraelskimi Zielonymi, włączając do swego programu wiele postulatów tego ugrupowania. Partia Liwni skupia się przede wszystkim na procesie pokojowym, zapewnieniu sprawiedliwości społecznej, ochronie środowiska, integracji ultraortodoksyjnych i arabskich obywateli Izraela z resztą społeczeństwa oraz zapewnieniu pluralizmu religijnego. W wyborach w marcu 2015 ugrupowanie wystartowało wspólnie z Partią Pracy, w ramach sojuszu Unia Syjonistyczna.

## Historia
Po miesiącach spekulacji, Liwni ogłosiła utworzenie Ha-Tenu’a podczas konferencji prasowej w Tel Awiwie 27 listopada 2012. Ugrupowanie powstało w wyniku przejęcia pozostałości partii Hetz oraz 1,8 mln szekli na jego koncie. Do nowej partii wstąpiło siedmioro członków Knesetu, którzy odeszli z Kadimy: Rachel Adatto, Jo’el Chason, Szelomo Mola, Me’ir Szitrit, Robert Tiwjajew, Madżalli Wahbi i Orit Zu’arec. 1 grudnia 2012 do Ha-Tenu’a przyłączył się były przywódca Partii Pracy, Amram Micna, a 6 grudnia uczynił to także Amir Perec (również były lider Partii Pracy).
W wyniku wyborów w styczniu 2013, partia Ha-Tenu’a otrzymała 6 miejsc w Knesecie. Weszła ona do koalicji rządowej stworzonej przez Binjamina Netanjahu. Liwni została ministrem sprawiedliwości, Peretz – ochrony środowiska.
Pod koniec 2014 w rządzie Binjamina Netanjahu zaczęły narastać napięcia między partnerami tworzącymi koalicję w sprawach takich jak budżet na 2015 rok, wysokie koszty życia, polityka wobec Palestyńczyków, a zwłaszcza zaproponowanej przez premiera kontrowersyjnej ustawy, która określiłaby Izrael jako „państwo narodowe” narodu żydowskiego. 2 grudnia 2014 premier Netanjahu zdymisjonował dwoje ministrów, liderów koalicyjnych centrowo-liberalnych ugrupowań: Ja’ira Lapida (partia Jest Przyszłość) oraz Cippi Liwni, zarzucając im „spiskowanie”, „podważanie jego pozycji” i „nieustające ataki z wnętrza rządu”. Efektem kryzysu rządowego był wniosek o skrócenie kadencji Knesetu, która normalnie trwałaby do 2017.
10 grudnia 2014, lider Partii Pracy Jicchak Herzog oraz Cippi Liwni ogłosili wspólnie powstanie sojuszu wyborczego przed wyborami. Nowy podmiot uzyskał nazwę Unia Syjonistyczna.
W wyniku wyborów parlamentarnych w Izraelu, przeprowadzonych 17 marca 2015, Unia Syjonistyczna wprowadziła do Knesetu łącznie 24 deputowanych (w tym 5 członków parlamentu będących członkami Ha-Tenu’a), zajmując drugie miejsce. Zwycięstwo odniósł Netanjahu (Likud zagwarantował sobie 30 miejsc w parlamencie).

## Program
Według Liwni, proces pokojowy powinien być wznowiony w trzech etapach. Pierwszy zakłada rozmowy z Stanami Zjednoczonymi, drugi – z Unią Europejską, a trzeci – z samymi Palestyńczykami. Jej zdaniem, nie może być mowy o rozmowach z Hamasem, dopóki nie wyrzeknie się on terroryzmu.
Liderka Ha-Tenu’a opowiada się także za uchwaleniem Ustaw Zasadniczych dotyczących ochrony środowiska oraz praw socjalnych. Opowiada się także za zróżnicowaniem podatku VAT, zlikwidowaniem subwencji państwowych dla osadników żydowskich na Zachodnim Brzegu oraz Żydów ultraortodoksyjnych oraz podniesieniem podatków dla podmiotów eksploatujących zasoby naturalne. Liwni jest także zwolenniczką równouprawnienia kobiet i homoseksualistów, a jej partia postuluje m.in. wprowadzenie w Izraelu małżeństw osób tej samej płci.